# روبرت وليامز (لاعب كريكت)
روبرت وليامز (12 أبريل 1912 - 14 مايو 1984 بديربان في جنوب أفريقيا) (بالإنجليزية: Robert Williams)‏ هو لاعب كريكت جنوب أفريقي. لعب مع فريق كوازولو ناتال للكريكت ‏.

## وصلات خارجية
- روبرت وليامز على موقع إي آس بي آن كريك إنفو (الإنجليزية)